# Million Dollar Baby (Tommy Richman)
Million Dollar Baby è un singolo del cantante statunitense Tommy Richman, pubblicato il 26 aprile 2024.

## Antefatti
Tommy Richman, cantante e rapper originario della Virginia, ha ottenuto l'attenzione del panorama musicale intorno al 2022, firmando per la ISO Supremacy, etichetta indipendente di Brent Faiyaz, il quale lo ha portato con se per la tournée per il suo EP Fuck the World.
Dopo il rilascio di una serie di singoli distribuiti dalla ISO Supremacy, Richman ha iniziato ad anticipare la pubblicazione di Million Dollar Baby sui suoi profili social il 22 aprile 2024, condividendone uno snippet registrato "in stile VHS" che è andato virale su TikTok, ottenendo oltre nove milioni e mezzo di visualizzazioni in una settimana e contribuendo al debutto esplosivo del brano.

## Descrizione
Il brano è stato scritto da Richman e prodotto da Max Vossberg, Jonah Roy, Mannyvelli, Sparkheem e Kavi. È una traccia R&B e funk la cui produzione è caratterizzata da hi-hats in stile Southern trap e, occasionalmente, linee di basso funky, mentre Richman canta con vocali melodici in stile pop.

## Tracce
Download digitale
Testi di Tommy Richman, musiche di Max Vossberg, Jonah Roy, Mannyvelli, Sparkheem e Kavi.
1. Million Dollar Baby – 2:35
2. Million Dollar Baby (versione VHS) – 2:35

## Accoglienza
Jordan Rose di Complex ha affermato che Million Dollar Baby "è una contender per il titolo di canzone dell'estate" e che cpn il brano Richman "offre la sua canzone più elettrica finora".
Allo stesso modo, Carl Lamarre di Billboard ha anche affermato che la traccia sarebbe stata una delle "canzoni dell'estate" grazie al suo "sound funky" e ai suoi "continui riff vocali". Lamarre ha continuato lodando la traccia per il suo "ritornello coinvolgente" e il "basso innegabile".

## Successo commerciale
Million Dollar Baby è diventata la canzone che ha concesso a Richman il riconoscimento a livello mondiale, ottenendo una grande popolarità sulla piattaforme streaming: Billboard ha, infatti, dichiarato che la canzone ha ottenuto 4,6 milioni di streaming on-demand negli Stati Uniti nel giorno della sua pubblicazione. Nella settimana di pubblicazione del 10 maggio 2024 il brano ha debuttato alla seconda posizione della Billboard Hot 100, grazie a 38 milioni di streaming, 302 000 di audience radiofonica e 4 000 download digitali venduti, bloccata alla prima posizione da Fortnight di Taylor Swift. Million Dollar Baby ha rappresentato il primo ingresso nella classifica statunitense per l'artista, diventando il più alto debutto di una canzone di un artista senza altri ingressi in classifica sin dal 2023 quando Rich Men North of Richmond di Oliver Anthony debuttò alla prima posizione. La rivista statunitense ha, inoltre, dichiarato che, a seguito del successo di Million Dollar Baby, gli altri brani della discografia di Richman hanno ottenuto un aumento del 106% nelle riproduzioni streaming nel periodo 26-29 aprile.
Anche a livello mondiale il brano ha ottenuto un enorme successo, raggiungendo la top 5 di diverse classifiche globali. La canzone ha raggiunto la prima posizione in Australia, Nuova Zelanda e Lettonia.

## Classifiche

### Classifiche settimanali
| Classifica (2024)   | Posizione massima |
| ------------------- | ----------------- |
| Australia           | 1                 |
| Austria             | 8                 |
| Belgio (Fiandre)    | 43                |
| Bielorussia         | 85                |
| Bulgaria            | 7                 |
| Canada              | 3                 |
| Corea del Sud       | 128               |
| Danimarca           | 7                 |
| Emirati Arabi Uniti | 11                |
| Estonia             | 33                |
| Finlandia           | 35                |
| Francia             | 44                |
| Germania            | 11                |
| Grecia              | 8                 |
| India               | 11                |
| Irlanda             | 5                 |
| Islanda             | 3                 |
| Israele             | 46                |
| Italia              | 88                |
| Kazakistan          | 23                |
| Lettonia            | 1                 |
| Lituania            | 4                 |
| Lussemburgo         | 8                 |
| Norvegia            | 4                 |
| Nuova Zelanda       | 1                 |
| Paesi Bassi         | 15                |
| Panama              | 44                |
| Polonia             | 16                |
| Portogallo          | 8                 |
| Regno Unito         | 3                 |
| Repubblica Ceca     | 14                |
| Singapore           | 3                 |
| Slovacchia          | 5                 |
| Stati Uniti         | 2                 |
| Sudafrica           | 5                 |
| Svezia              | 17                |
| Svizzera            | 6                 |
| Ucraina             | 177               |
| Ungheria            | 12                |

### Classifiche di fine anno
| Classifica (2024) | Posizione |
| ----------------- | --------- |
| Australia         | 10        |
| Austria           | 69        |
| Canada            | 12        |
| Danimarca         | 82        |
| Filippine         | 36        |
| Germania          | 81        |
| Islanda           | 25        |
| Nuova Zelanda     | 3         |
| Portogallo        | 112       |
| Regno Unito       | 29        |
| Stati Uniti       | 8         |
| Svizzera          | 56        |